# M.A.N. (film)
M.A.N. (Met Andere Normen) is een Nederlandse film uit 2009 van Robert Matser over twee modeontwerpers, Olga van Walraven en Jeanine van der Schathuyzen.
Isa Hoes, Medina Schuurman en Peter Faber vertolkten hoofdrollen, Robert Matser schreef het scenario.

## Verhaal
De excentrieke Olga van Walraven (Medina Schuurman) en Jeanine van der Schathuyzen (Isa Hoes) hebben een succesvol mode bedrijf. Als het langzaam maar zeker slechter gaat in de branche en tot overmaat van ramp de tekeningen van de laatste collectie worden gestolen door de concurrent (Dick van den Toorn), lijkt het er op dat de dames hun luxe leventje aan de kant moeten zetten.
Dan komt de rijke Richard van Schoonhoven (Peter Faber) ten tonele. Hij wil de dames financieel wel helpen. Alleen Richard van Schoonhoven is niet de man die hij zegt te zijn. Wick van der Schathuyzen (Rick Engelkes), de man van Jeanine, valt plots dodelijk van de trap en Olga begint zich ook steeds vreemder te gedragen.
Volledig in paniek en beneveld van de wijn beramen de dames een plan, een dodelijk plan. Op de avond dat Olga en Jeanine een zakelijk diner hebben met Richard is het de bedoeling dat ze Richard vergiftigen en opruimen.
Alleen Olga heeft andere plannen. Nadat ze de hinderlijke Butler (Louis van Beek) de hersens heeft ingeslagen met een champagnefles is ze uit op collectieve moord. De alles verterende en geheime liefde voor Jeanine ligt daaraan ten grondslag. Als Jeanine er door Olga uiteindelijk achter komt dat Olga Wick van de trap heeft geduwd, omdat zij het niet kon verteren dat Jeanine het bed deelde met Wick, haar eigen man, ontstaat er een gevaarlijk gevecht.
Maar Amy (Doris Baaten) zal de reddende engel blijken en schiet Olga net op tijd dood. Jeanine komt met de schrik vrij uit de wurgende greep van Olga. Om te bekomen van alle ellende drinken Amy en Jeanine een glaasje champagne. Vergiftigde champagne.

## Rolverdeling
Hoofdpersonages:
- Richard van Schoonhoven - Peter Faber
- Jeanine van der Schathuyzen - Isa Hoes
- Olga van Walraven - Medina Schuurman
- Amy - Doris Baaten
- Butler - Louis van Beek
- Directeur Fashion Industries - Dick van den Toorn
- Wick - Rick Engelkes
- Dick - Waldemar Torenstra
- Boekhouder - Beppe Costa
- Barman - Bram Verhappen Boerboom
- Gastoptreden gala presentatrice - Fiona Hering

## Muziek
De muziek voor de film werd gecomponeerd door Maarten Spruijt. De muziek, een tango bij de titelsequentie werd ingespeeld door Carel Kraayenhof.

## Trivia
- De film heeft slechts een enkele keer in de bioscoop gedraaid en is daarna in 2009 op dvd verschenen bij Three Line Pictures BV te Hilversum.
- De Internet Movie Database schat het budget van de film op 200.000 euro.